# La Neuville-Saint-Pierre
La Neuville-Saint-Pierre is een gemeente in het Franse departement Oise (regio Hauts-de-France) en telt 140 inwoners (1999). De plaats maakt deel uit van het arrondissement Clermont.

## Geografie
De oppervlakte van La Neuville-Saint-Pierre bedraagt 4,1 km², de bevolkingsdichtheid is 34,1 inwoners per km².
De onderstaande kaart toont de ligging van La Neuville-Saint-Pierre met de belangrijkste infrastructuur en aangrenzende gemeenten.

## Demografie
Onderstaande figuur toont het verloop van het inwonertal (bron: INSEE-tellingen).